# Eastcote (métro de Londres)
Eastcote est une station de la Metropolitan line et de la Piccadilly line du métro de Londres, en zone 5. Elle est située à Eastcote, dans le Borough londonien de Hillingdon.